# Wenzislaw Jankow

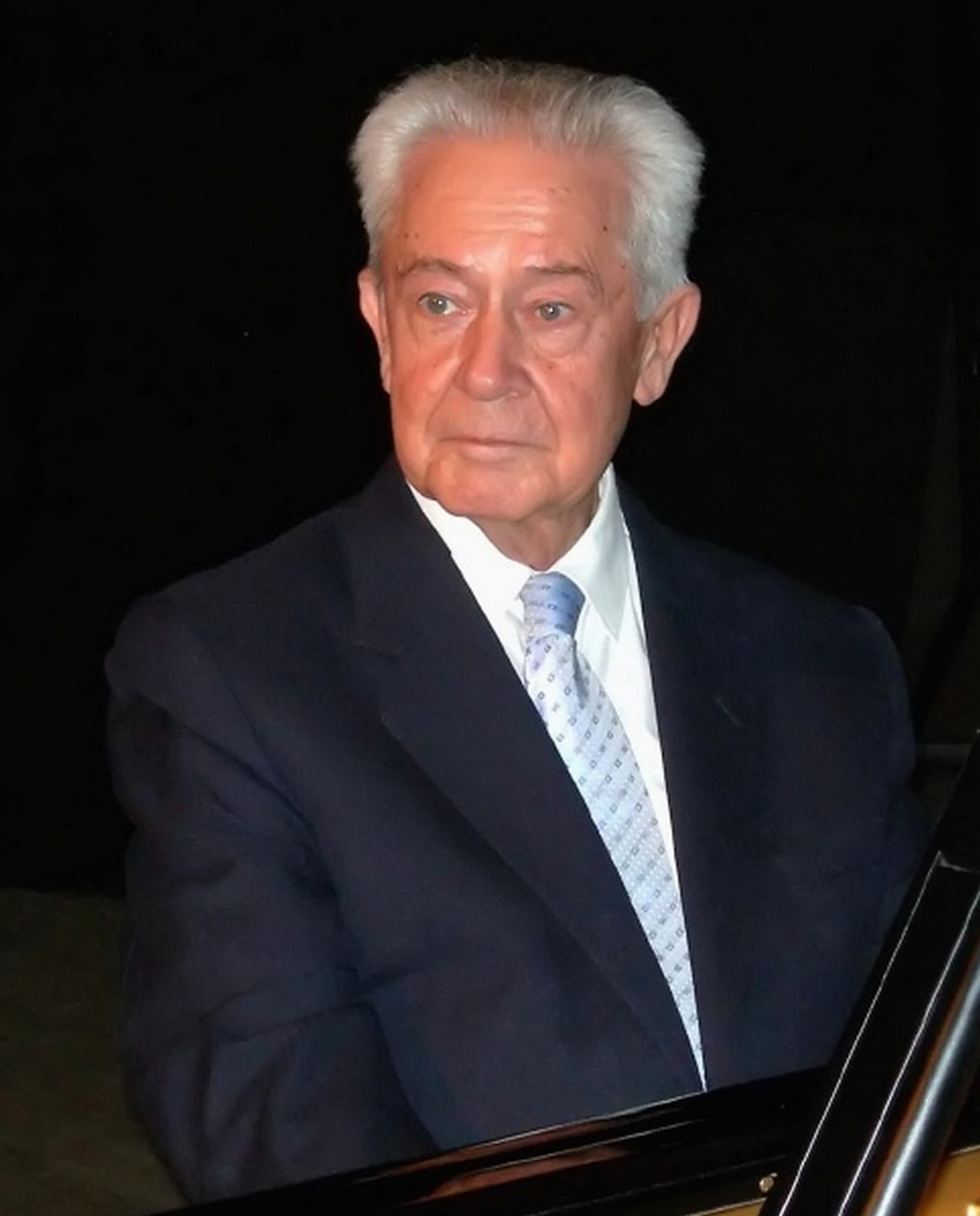
Wenzislaw Jankow 2007 in Porte Vendres

Wenzislaw Jankow (bulgarisch Венцислав Янков; englische Transliteration Ventsislav Yankov, * 24. März 1926 in Sofia; † 8. Januar 2022 in Paris) war ein bulgarischer Pianist, der die meiste Zeit seines Lebens in Paris lebte.

## Leben und Werk
Wenzislaw Jankow wurde 1926 in ein Musikerelternhaus in Sofia hineingeboren. Er studierte zunächst am Konservatorium dieser Stadt. Dann studierte er am Berliner Konservatorium bei Carl Adolf Martienssen. Hier erwarb er seine Studienabschlüsse. Später perfektionierte er seine Interpretation der großen klassischen Meister bei Wilhelm Kempff. Er nahm an einem Meisterkurs von Edwin Fischer in Luzern teil. 1946 ließ er sich in Paris nieder, wo er mit Marguerite Long zusammenarbeitete. 
1949 gewann er zu gleichen Teilen den ersten Preis des Internationalen Long-Thibaud-Crespin-Wettbewerb zusammen mit Aldo Ciccolini. Infolge dieses Erfolges gab er Konzerte auf der ganzen Welt. Er trat mit den angesehensten Orchestern in Paris, London, Brüssel, Luxemburg, Hamburg, Köln, Kopenhagen, Genf, Bern, Lausanne, Mailand, Sydney, Melbourne, Buenos Aires, New York, San Francisco unter der Leitung von Dirigenten wie Eugen Jochum, Hans Knappertsbusch, Hans Schmidt-Isserstedt, Carl Schuricht, Josef Krips, Günter Wand, Ferenc Fricsay, Freitas Branco, Ernest Ansermet, André Cluytens, Jean Martinon, Albert Delvaux, Serge Baudo, André Vandernoot, Adrian Boult, Leo Blech, Rafael Kubelík, Jascha Horenstein, Philippe Jordan, Rudolf Schwarz, Walter Goehr und anderen auf.
Er nahm auch an zahlreichen Festivals (Aix en Provence, Prag etc.) teil. Er spielte zahlreiche Tonträgeraufnahmen ein. 1977 wurde er zum Professor am Nationalen Konservatorium für Musik in Paris ernannt. Er gab bis 1991 Kurse an diesem Konservatorium. Bis 2005 war Jankow als Konzertpianist in Frankreich tätig.